# Virginia Slims of Houston 1971
Il Virginia Slims of Houston 1971 è stato un torneo di tennis giocato sul sintetico indoor. È stata la 2ª edizione del torneo, che fa parte del Virginia Slims Circuit 1971. Si è giocato a Houston negli USA dal 2 al 7 agosto 1971.

## Campionesse

### Singolare
Billie Jean King ha battuto in finale  Kerry Reid con il punteggio di 6–4, 4–6, 6–1

### Doppio
Rosemary Casals /  Billie Jean King hanno battuto in finale  Judy Tegart /  Françoise Dürr con il punteggio di 6–3, 1–6, 6–4